# Peter Walt
Peter Walt (* 28. November 1964 in Wädenswil) ist ein Schweizer Radiomoderator. Walt moderierte bis 2016 bei SRF 3.

## Laufbahn
Walt begann seine Radiolaufbahn 1987 beim Zürcher Lokalsender Radio Zürisee. 1989 wechselte er zu Roger Schawinskis Radio 24. Dort präsentierte er unter anderem die „Peter Walt Show“ mit einem satirischen Wochenrückblick am Samstagmorgen. 1997 wechselte er zum nationalen Sender DRS 3. Zwischen 1998 und 2004 moderierte er auf DRS 3 die 80er-Jahre-Revivalshow „Kosmos“, welche jeweils am Samstagabend zu hören war. Als Kosmos 2002 aus dem Programm gekippt wurde, versuchten zahlreiche Fans erfolglos das "Sterben" der Sendung zu verhindern. Walt war anschliessend noch bis im Juli 2016 im Tagesprogramm von SRF 3 zu hören. Mit der Sonntagnacht hatte er zuletzt eine eigene Sendung, welche jeweils am Sonntagabend zwischen 21 Uhr und Mitternacht gesendet wurde. Seit 2018 moderiert er jeden Freitag zwischen 16 und 18 Uhr die Sendung Rock The Weekend bei Virgin Radio Rock Switzerland. Ausserdem betreibt er mit Walts Welt einen eigenen Internetkanal und ist als Ausbildner von angehenden Radiojournalisten tätig.

## Privatleben
Peter Walt ist verheiratet und wohnt in der Nähe von Zürich. Er hat zwei Töchter. Walt leidet an Diabetes und betreibt den Diabetes Schweiz-Blog. Darauf veröffentlicht er regelmässig Videos über seine Krankheit.